# Malagant
Malagant (znany też jako Maleagant, Malagent, Meleagant) – jeden z bohaterów legend arturiańskich, pierwotnie rycerz Okrągłego Stołu, następnie przeciwnik króla Artura.
Był synem króla Gorre – Bagdemagusa. Po raz pierwszy pojawił się w opowieściach Chretiena de Troyes, gdzie porwał królową Ginewrę do swojego niezgłębionego zamku. Królowa została uratowana przez Sir Lancelota (który pojawia się wtedy po raz pierwszy w legendach arturiańskich) i Sir Gawaina. Postać Malaganta jest prawdopodobnie wzorowana na postaci Melwasa z wcześniejszej wersji walijskich legend arturiańskich (imię Maleagant może nawiązywać do imienia Melwas). Król Melwas w Życiu Gildasa porwał Ginewrę i zabrał ją do swojej twierdzy w Glastonbury. Artur znalazł żonę dopiero po roku poszukiwań i przygotowań do oblężenia twierdzy, ale Gildasowi udało się wynegocjować wypuszczenie królowej.
Inne niecne czyny Malaganta nie są znane, a jego rola została wyraźnie zmniejszona po wprowadzeniu postaci Mordreda, który został głównym przeciwnikiem Artura, zabił go i tym samym przyczynił się do upadku Camelotu. Malagant pojawia się jednak w większości opisów porwania Ginewry. Odgrywa również rolę w cyklu opowieści o Graalu i Lancelocie oraz Le Morte d’Arthur Thomasa Malory’ego. Pojawia się w nowych wersjach legend arturiańskich np. Mgłach Avalonu Marion Zimmer Bradley. W filmie Rycerz króla Artura jest jedynym prawdziwym przeciwnikiem rycerzy Okrągłego Stołu.